# Fuochi d'artificio in pieno giorno
Fuochi d'artificio in pieno giorno (Báirì yànhuǒ) è un film del 2014 scritto e diretto da Diao Yinan.
È stato proiettato in anteprima alla 64ª edizione del Festival di Berlino, aggiudicandosi l'Orso d'oro e l'Orso d'argento per il miglior attore.

## Trama
Nella provincia di Heilongjiang, durante l'estate 1999, vengono trovati dei resti umani in alcune cave di carbone. L'ispettore Zhang Zili e i suoi colleghi intervistano un potenziale sospetto e suo fratello. Ne scaturisce uno scontro a fuoco in cui i due poliziotti rimangono uccisi e l'unico superstite è l'ispettore Zhang Zili, che rinuncia però a proseguire le indagini.
Nel 2004, Zhang ha lasciato le forze di polizia ed è diventato una guardia di sicurezza ma anche un uomo disilluso, psichicamente provato e facilmente incline all'alcool a causa degli eventi precedenti. Durante un incontro casuale con Wang, suo vecchio collega, Zhang viene a sapere che altri due omicidi sono avvenuti con lo stesso modus operandi. Il filo conduttore è che entrambi avevano un legame con Wu Zhizhen, un'impiegata di una lavanderia. Zhang incuriosito inizia ad indagare.
Un giorno il proprietario del negozio, spiega a Zhang che impiega Wu per simpatia, anche se lei non svolge correttamente il suo lavoro. In effetti, cinque anni prima, Wu aveva danneggiato una giacca molto costosa, anche se pochi giorni dopo il proprietario della giacca smise di lamentarsi e scomparve.
Zhang cerca di fare amicizia con Wu e alla fine la invita a pattinare sul ghiaccio. Wang sta seguendo segretamente la coppia quando nota che anche un camionista li sta seguendo. Insospettito lo arresta ma l'autista del camion lo uccide usando come arma le lame di un paio di pattini da ghiaccio che porta al collo. L'omicidio del suo ex compagno rende Zhang ancora più determinato. Segue un uomo con un paio di pattini al collo trovato su un autobus. Lo vede che getta sacchetti di carta da un cavalcavia sui treni di carbone che passano.
La polizia si confronta con Wu sugli omicidi. La donna rivela che a seguito di una rapina al negozio il marito aveva accidentalmente ucciso il rapinatore e per evitare la sua carcerazione avevano inscenato la sua morte. Dice a Zhang che Liang ha cambiato identità ma che la segue in segreto e uccide qualsiasi uomo con cui è coinvolta.
Zhang chiede a Wu di aiutare la polizia a catturare Liang per cui organizza un incontro con lui. I due si incontrano e decidono qualche tempo dopo di uscire. Quando Liang cerca di comprare le sigarette, la polizia prova a prenderlo ma questi sfugge per cui viene inseguito e alla fine ucciso.
La polizia chiede a Wu le ceneri dell'uomo ucciso nel 1999 ma lei dice che le ha gettate in un fiume, al che Zhang si insospettisce perché l'aveva vista seppellirle sotto un albero fuori dalla lavanderia. Quindi ritorna da Rong Rong e gli offre una somma di denaro per acquistare la giacca danneggiata che il cliente aveva abbandonato.
Dopo una ricerca del proprietario della giacca, Zhang arriva al Daylight Fireworks Club (il nome del club è il titolo cinese del film) dove incontra la proprietaria del club e le chiede se riconosce la giacca. Lei dice che suo marito possedeva una giacca simile ma anche che la ha abbondonata perché uscito con una donna e mai più rincasato.
Zhang torna a Rong Rong per invitare Wu ad uscire in un parco di divertimenti. I due si incontrano la sera successiva su una ruota panoramica. Zhang vuole che Wu gli dica la verità prima che la polizia lo scopra ma Wu invece bacia Zhang e finiscono per fare sesso sulla ruota panoramica.
La polizia quindi interroga Wu mostrandole la giacca. Wu ammette di aver ucciso il proprietario della giacca perché non poteva permettersi di pagare il valore della giacca e il proprietario della stessa la costringeva a intrattenere rapporti sessuali. Wu dice che Liang non era coinvolto e ha sacrificato tutto per lei ed è diventato un morto vivente. Il film termina con fuochi d'artificio sparati da una casa vicina al luogo dell'omicidio come allusione al Daylight Fireworks Club (e al titolo del film).

## Distribuzione
Dopo l'anteprima del 12 febbraio 2014 al Festival di Berlino, il film è stato distribuito in Cina dal successivo 21 marzo. In seguito ha presenziato in molte altre manifestazioni internazionali.

### Date di uscita
- Cina (Bai ri yan huo) – 21 marzo 2014
- Francia (Black Coal) – 11 giugno 2014
- Turchia (Ince Buz, Kara Kömür) – 11 luglio 2014
- Germania (Feuerwerk am helllichten Tage) – 24 luglio 2014
- Spagna (Black Coal) – 3 ottobre 2014
- Portogallo (Carvão Negro, Gelo Fino) – 11 dicembre 2014
- Paesi Bassi (Black Coal, Thin Ice) – 8 gennaio 2015
- Giappone (Hakuhyou no satsujin) – 10 gennaio 2015
- Polonia (Czarny wegiel, kruchy lód) – 23 gennaio 2015
- Svezia (Black Coal, Thin Ice) – 30 gennaio 2015
- Messico (Tan negro como el carbón) – 8 maggio 2015
- Italia (Fuochi d'artificio in pieno giorno) – 23 luglio 2015

### Festival internazionali
- Festival internazionale del cinema di Berlino – 12 febbraio 2014
- Hong Kong International Film Festival – 27 marzo 2014
- Festival international du film policier de Beaune – 5 aprile 2014
- Tribeca Film Festival – 19 aprile 2014
- Seattle International Film Festival – 3 giugno 2014
- Sydney Film Festival – 11 giugno 2014
- Festival internazionale del cinema di Karlovy Vary – 5 luglio 2014
- Jerusalem Film Festival – 11 luglio 2014
- New Zealand International Film Festival – 19 luglio 2014
- Traverse City Film Festival – 30 luglio 2014
- Sarajevo Film Festival – 20 agosto 2014
- Manaki Brothers Film Festival – 17 settembre 2014
- Bergen International Film Festival – 24 settembre 2014
- Vancouver International Film Festival – 29 settembre 2014
- Busan International Film Festival – 3 ottobre 2014
- Festival internazionale del cinema di Rio de Janeiro – 4 ottobre 2014
- BFI London Film Festival – 9 ottobre 2014
- Chicago International Film Festival – 11 ottobre 2014
- Film Fest Gent – 15 ottobre 2014
- Morelia International Film Festival – 18 ottobre 2014
- Festival internazionale del cinema di Abu Dhabi – 28 ottobre 2014
- Hawaii International Film Festival – 1 novembre 2014
- Leiden International Film Festival – 7 novembre 2014
- AFI Fest – 7 novembre 2014
- Festival del cinema di Stoccolma – 10 novembre 2014
- Lisbon & Estoril Film Festival – 11 novembre 2014
- Tallinn Black Nights Film Festival – 15 novembre 2014
- Golden Horse Film Festival – 15 novembre 2014
- Brisbane International Film Festival – 4 dicembre 2014
- Dublin International Film Festival – 23 marzo 2015
- Minneapolis–Saint Paul International Film Festival – 13 aprile 2015
- Singapore Chinese Film Festival – 17 aprile 2015
- San Francisco International Film Festival – 26 aprile 2015

## Censura
Si noti che la versione cinese è di 3m 40s più corta in quanto alcune scene erano state censurate, come la scena di sesso sulla ruota panoramica e quella finale della polizia e dei vigili del fuoco che scalano l'edificio per interrompere i fuochi d'artificio.

## Accoglienza

### Incassi
Complessivamente il film ha incassato poco meno di 17 milioni di dollari, di cui oltre 16 milioni in Cina. In Italia ha riportato un incasso di 86 664 dollari (circa 74 000 euro).

### Critica
Il film ha ottenuto ottime recensioni dalla critica. Il sito Rotten Tomatoes riporta il 95% di recensioni professionali con giudizio positivo e un voto medio di 7,8 su 10, mentre il sito Metacritic assegna al film un punteggio di 75 su 100 basato su 5 recensioni.
- Scott Foundas, Variety: «Un thriller investigativo desolato ma potente e attentamente controllato in cui, come in tutti i migliori noir, non ci sono veri eroi o cattivi ma solo vari stati di compromesso».[6]
- Deborah Young, The Hollywood Reporter: «Se la trama fosse solo più coerente e amichevole con il pubblico e il racconto più disciplinato, l'atmosfera straordinariamente complessa del film sarebbe irresistibile».[7]
- Bob Strauss, Los Angeles Daily News: «Momenti di violenza scioccante, una femme fatale passiva/aggressiva e accenni di profondità psicologica non fanno molto per potenziare una trama da poliziesco televisivo».[8]
- Shelly Kraicer, Cinema Scope: «È la sfumatura più oscura del noir, colma di smembramenti e violenze sessuali, anche se Diao Yinan la vivacizza con luci al neon sottilmente insinuanti, un senso dell'umorismo assurdo notevolmente audace e alcuni ornamenti eleganti e molto arguti».[9]
- Martyn Conterio, CineVue: «Oltre ad essere più lunatico di un paesaggio sonoro dei Nine Inch Nails, crepitante con una tensione sessuale appena dissimulata e traboccante di angoscia, la fotografia di Jingsong Dong è sublime».[10]
- David Ehrlich, Little White Lies: «Forse il film più angosciante della Cina continentale dopo Mang shan di Li Yang».[11]
- Kate Muir, The Times: «Ciò che affascina non è semplicemente la trama ma il background meravigliosamente girato, luci al neon rosse e verdi su un paesaggio urbano grigio».[12]
- Peter Bradshaw, The Guardian: «Non prende mai fuoco, ma ha una sua curiosa atmosfera minacciosa, carica di disagio».[13]
- Tim Robey, The Daily Telegraph: «Se l'intenzione di Diao Yinan è quella di confonderci, ha la cortesia di farlo con uno stile e una verve spesso sorprendenti».[14]

## Riconoscimenti
- 2014 – Festival internazionale del cinema di Berlino
Orso d'oro a Diao Yinan
Orso d'argento per il miglior attore a Liao Fan
- 2014 – Festival internazionale del cinema di Abu Dhabi
Candidatura alla Perla Nera per il miglior lungometraggio a Diao Yinan
- 2014 – Asia Pacific Screen Awards
Miglior fotografia a Jingsong Dong
Miglior attore a Liao Fan
- 2014 – Beijing College Student Film Festival
Premio della giuria per il miglior regista a Diao Yinan
Candidatura al premio della giuria per il miglior film
Candidatura al premio della giuria per il miglior attore a Liao Fan
Candidatura al premio della giuria per la miglior attrice a Kwai Lun-mei
- 2014 – Chicago International Film Festival
Candidatura al Gold Hugo per il miglior lungometraggio a Diao Yinan
- 2014 – Film Fest Gent
Candidatura al Grand Prix per il miglior film
- 2014 – Golden Horse Film Festival
Miglior direttore artistico a Qiang Liu
Candidatura per il miglior lungometraggio
Candidatura per il miglior regista a Diao Yinan
Candidatura per il miglior attore protagonista a Liao Fan
Candidatura per la migliore attrice protagonista a Kwai Lun-mei
Candidatura per la migliore sceneggiatura originale a Diao Yinan
Candidatura per la migliore fotografia a Jingsong Dong
Candidatura per il miglior montaggio a Hongyu Yang
- 2014 – Odessa International Film Festival
Golden Duke per il miglior regista a Diao Yinan
- 2014 – Sydney Film Festival
Candidatura per il miglior film a Diao Yinan
- 2015 – Asian Film Awards
Miglior attore a Liao Fan
Migliore sceneggiatura a Diao Yinan
Candidatura per il miglior film
Candidatura per la migliore fotografia a Jingsong Dong
- 2015 – China Film Director's Guild Awards
Miglior attore a Liao Fan
Migliore sceneggiatura a Diao Yinan
Candidatura per il miglior regista a Diao Yinan
Candidatura per la migliore attrice a Kwai Lun-mei
- 2015 – Chinese Film Media Awards
Candidatura per il miglior film
Candidatura per il miglior regista a Diao Yinan
Candidatura per la migliore sceneggiatura a Diao Yinan
Candidatura per il miglior attore a Liao Fan
Candidatura per il miglior attore non protagonista a Ailei Yu
- 2015 – Cinema Bloggers Awards
Candidatura per il miglior film asiatico a Diao Yinan
- 2015 – Golden Rooster Awards
Candidatura per il miglior montaggio a Hongyu Yang
- 2015 – Huading Award
Candidatura per il miglior attore a Liao Fan
Candidatura per la migliore attrice a Kwai Lun-mei
- 2015 – International Cinephile Society Awards
Miglior film non distribuito nel 2014